# 담양금성중학교
담양금성중학교(潭陽金城中學校)는 대한민국 전라남도 담양군 금성면 석현리에 있는 공립 중학교이다.

## 학교 연혁
- 1971년 3월 10일 : 개교
- 1971년 3월 10일 : 초대 정재봉 교장 부임
- 2024년 9월 1일 : 제26대 강대인 교장 부임
- 2025년 1월 7일 : 제52회 5명 졸업(총 졸업생 4,223명)

## 참고 자료
- 담양금성중학교 - 한국교육학술정보원 학교알리미